# Marci Bowers
 (décembre 2016).
Le contenu est difficilement compréhensible vu les erreurs de traduction, qui sont peut-être dues à l'utilisation d'un logiciel de traduction automatique.
 (décembre 2016).
Si vous disposez d'ouvrages ou d'articles de référence ou si vous connaissez des sites web de qualité traitant du thème abordé ici, merci de compléter l'article en donnant les références utiles à sa vérifiabilité et en les liant à la section « Notes et références ».
En pratique : Quelles sources sont attendues ? Comment ajouter mes sources ?
Pour les articles homonymes, voir Bowers.
Marci Lee Bowers (née le 18 janvier 1958) est une gynécologue et femme trans américaine qui a exploité une pratique chirurgicale à la Trinidad, dans le Colorado. Elle a déménagé sa pratique à San Mateo, en Californie, en décembre 2010,,,. Bowers est considérée comme une innovatrice dans le domaine de la chirurgie de réattribution sexuelle, ainsi que d'une pionnière pour le fait d'être la première femme trans à effectuer cette chirurgie,,,. Bowers a été désignée comme la « Rock Star » de la chirurgie transgenre.

## Éducation
Bowers est diplômé de la faculté de Médecine de l'Université du Minnesota en 1986, où elle a été présidente de sa classe et de l'ensemble du corps étudiant. Bowers a ensuite poursuivi ses études sous la direction du Dr Stanley Biber, un chirurgien qui a effectué plus de 4 000 chirurgies de réassignation sexuelle et qui a été crédité pour donner le titre à la ville de Trinidad de « Capitale mondiale de changement de sexe »,,.

## Carrière
Avant de déménager à Trinidad, Bowers a brillé dans sa pratique à la polyclinique de Seattle, où elle a mis au monde plus de 2 000 bébés,. Elle a servi au Obstetrics and Gynecology Department, au Swedish Medical Center de Providence, et elle a été nommée seule médecin membre du Washington State midwifery Board. Elle a également été nommée comme l'une des « America's Best Physicians » de 2002 à 2003, et elle est un membre élu de l'Académie Européenne des Sciences.
Lorsque Biber a pris sa retraite en 2003, à l'âge de 80 ans, Bowers a repris sa pratique, et depuis lors, elle a fait plus de 300 chirurgies de réassignation sexuelle, a exécuté environ cinq opérations par semaine à l'hôpital Mt. San Rafael,,,. Bowers dit que ses chirurgies rapportent une somme estimée à 1,6 million de dollars (USD) par an à l'hôpital ; elle effectue une moyenne de 130 interventions chirurgicales par an et demande 21 500 $ par chirurgie de réattribution sexuelle d'homme vers femme, une partie importante de ce qui couvre les frais d'hôpital. Cette chirurgie n'est qu'une partie de plusieurs interventions médicales qui peuvent faire partie de la transition.
Bowers a déménagé à Trinidad, dans le Colorado, en décembre 2010, et réalise des chirurgies de réattribution sexuelle à San Mateo, en Californie. Cependant, ses coordonnées administratives sont toujours basées dans le Colorado,.
Bowers est souvent questionnée au sujet de chirurgies de réassignation sexuelle sur des personnes de moins de 18 ans.
Elle a critiqué les interdictions de la WPATH Standards of Care en déclarant : « je crois que la chirurgie doit être effectuée de façon responsable, les candidats devant être soigneusement sélectionnés, pas à l'âge de 18 ans, mais à l'âge de 16 ou 17 ans, toujours sous la bienveillance de l'environnement de l'entourage, permettant des transitions sociales encore à l'école secondaire. C'est la seule approche moralement responsable pour ce problème. Nous avons déjà réalisé ce changement dans nos standards de soins ici, et je vivrai pour voir ce changement se répandre à l'échelle mondiale. »
Bowers met également son expertise pour la vaginoplastie pour les victimes de mutilations génitales qui, elles, n'ont pas à payer pour cette chirurgie. Elle a été formée pour cette opération spécifique par Pierre Foldes et elle a effectué 50 reprises de mutilations génitales féminines jusqu'à présent.

## Apparitions dans les médias
En 2004, Bowers est apparue dans un épisode de CSI: Crime Scene Investigation intitulé Ch-ch-changes, qui a porté sur les questions transgenres, et a servi en tant que consultant pour l'épisode.
Bowers a été l'invitée des talk-shows américains The Oprah Winfrey Show, The Tyra Banks Show, et a fait l'objet de six documentaires de la BBC, d'abord diffusés sur Channel 4,,. Le documentaire intitulé « Sex Change Hospital » mettait en vedette ses réalisations de chirurgies génitales, ainsi que l'histoire des patients. La série a également été montrée sur E4. Bowers a également été interviewée par une variété de magazines.
Bowers a été présentée en 2008 dans le documentaire, Trinidad, qui est axé sur les personnes transgenres qui affluent vers Trinidad (Colorado) pour réaliser une chirurgie de réattribution sexuelle. Le film indépendant est apparu sur le réseau Showtime. Trinidad a été réalisé par PJ Raval et Jay Hodges.

## Controverse
Pas tous les résidents de Trinidad sont heureux avec le fait que la ville ait le titre de « Capitale du changement de sexe » ; Terry Keith, un pasteur pour All Nations Fellowship, a déclaré : « Notre réputation de capitale mondiale de changement de sexe, a apporté la honte et l'opprobre sur la communauté », dans une interview avec le Pueblo Chieftain en 2005. Cette même année, deux pasteurs ont demandé que la clinique arrête, citant une étude réalisée par l'Université Johns Hopkins, prétendant prouver que la chirurgie n'était pas efficace dans le traitement des problèmes de l'identité de genre. La pétition a été rejetée.
Bowers a rétorqué que l'église avait déformé les données de l'étude, en expliquant : « Si vous regardez l'étude elle-même, les taux de satisfaction et de bonheur après [les chirurgies] ont été extrêmement positifs, leur interprétation de l'étude était que les répondants (les patients eux-mêmes), ne pouvait pas être précis sur ce qu'ils ressentaient, parce qu'ils étaient fous en premier lieu. Il n'y a rien eu de tel depuis, et il est très important de souligner qu'elle est de 1972. »

## Vie personnelle
Bowers a entamé sa transition de genre à 19 ans, mais le manque de soutien familial et financier l'ont forcée à la stopper. Vingt ans plus tard, elle a repris et terminé sa transition avec succès. Bowers s'est mariée onze ans avant l'intervention chirurgicale, et elle est restée mariée à son épouse après celle-ci,. Elles ont trois enfants, et alors qu'elles n'ont plus de relation conjugale conventionnelle, Bowers dit qu'elles sont « plus proches que des sœurs ». Pendant son temps libre, Bowers aime jouer au golf, lire, cuisiner et voyager à Seattle pour rendre visite à ses enfants. Elle a participé à une émission sur Discovery Health Channel sur un thème LGBT, au sujet de deux femmes trans qui transitionnent, dans « Switching Sexes: The Aftermath ».